# Cenocorixa blaisdelli
Cenocorixa blaisdelli är en insektsart som först beskrevs av Hungerford 1930.  Cenocorixa blaisdelli ingår i släktet Cenocorixa och familjen buksimmare. Inga underarter finns listade i Catalogue of Life.